# Kloster Nepomuk
Das Kloster Nepomuk (Pomuk) ist eine ehemalige Zisterzienserabtei in Böhmen (Tschechien). Es lag im Ort Klášter, rund 2 km nördlich der Stadt Nepomuk, in der Region Pilsen im Okres Plzeň-jih, am linken Ufer des Flüsschens Úslava und zu Füßen des Grünen Bergs (Zelená hora, 536 m).

## Geschichte

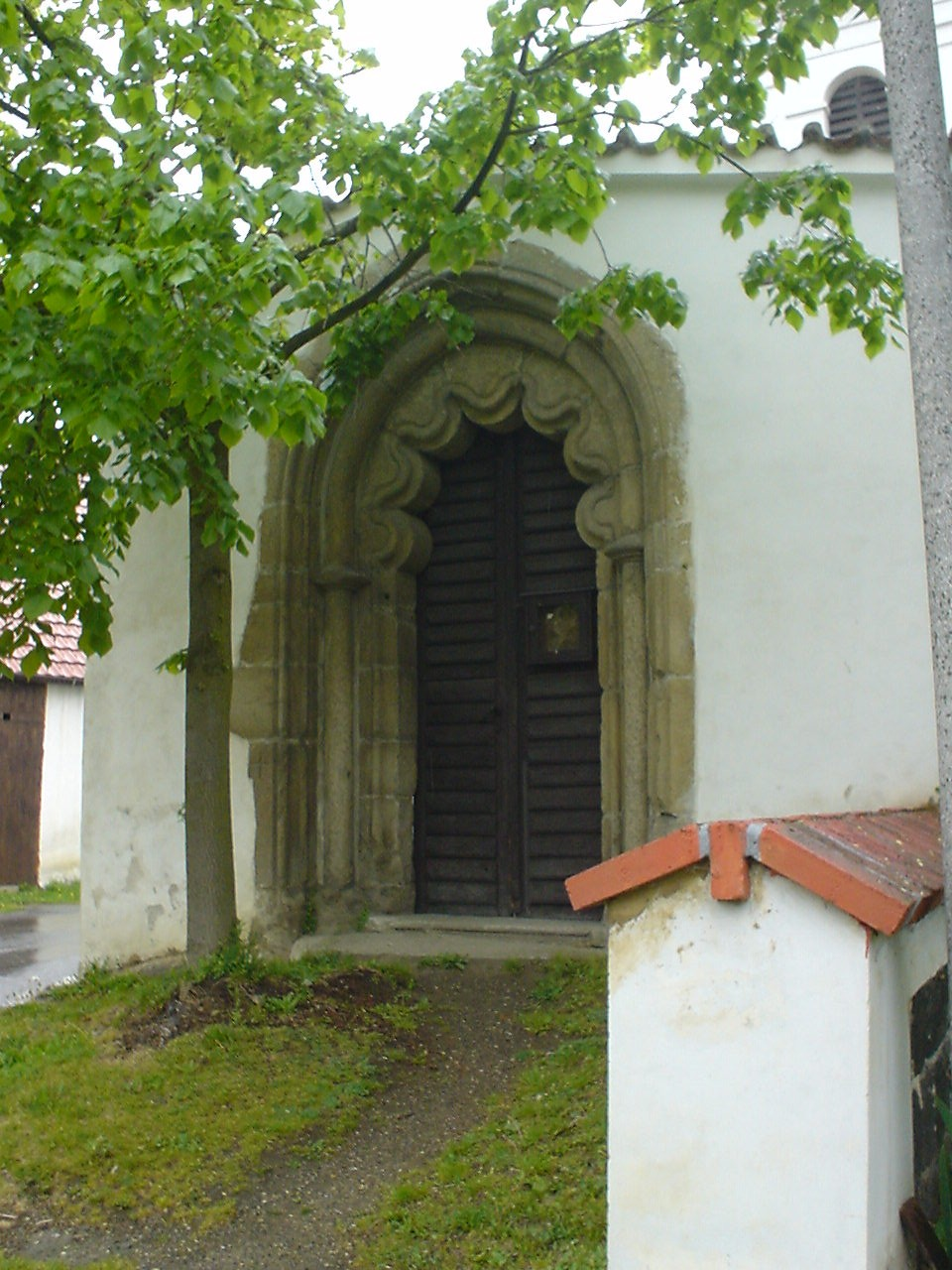
Romanisch-gotisches Portal

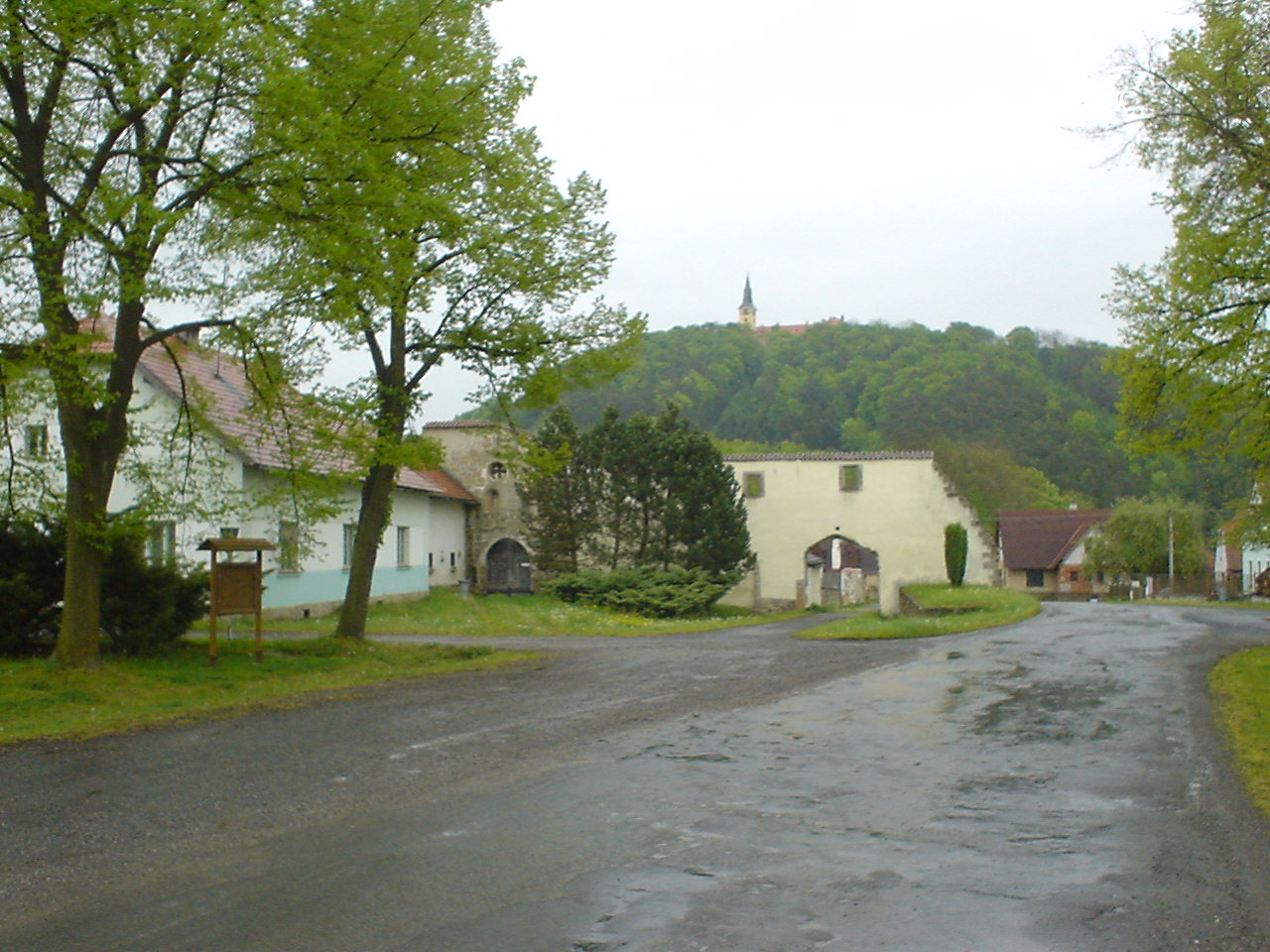
Reste der Klostergebäude

Das 1145 gegründete Kloster war die vierte Tochtergründung von Kloster Ebrach in Franken aus der Filiation der Primarabtei Morimond. Von Kloster Nepomuk gingen die Tochtergründungen Kloster Svaté Pole (Heiligenfeld, möglicherweise 1157, Filiation unklar, möglicherweise auch Kloster Hradiště) und Kloster Žďár (Žďár nad Sázavou – Saar, 1252) aus. Eine Beteiligung von Herzog Vladislav II. an der Gründung gilt als wahrscheinlich. Für das Jahr 1177 ist ein Abt Konrad, 1188 ein Abt Hermannus und für das Jahr 1252 ein Abt Berchtold belegt. Für das Jahr 1199 ist der spätere Olmützer Bischof Robert als Prior des Klosters Nepomuk nachgewiesen. In den Hussitenkriegen wurde das Kloster 1420 gestürmt und niedergebrannt. Kaiser Sigismund verpfändete daraufhin den Klosterbesitz an Bohuslav und Hynek Krušina von Schwanberg, der die Auflage erhielt, für den Unterhalt des Abts und weiterer acht Mönche zu sorgen. Aus dem Klosterbesitz entstand die Herrschaft Grünberg. Die zuvor bereits an das Geschlecht von Sternberg verpfändeten Klostergüter gingen 1558 endgültig an dieses Geschlecht über; damit endete auch das Kloster. Auf seinem Gelände entstand das Dorf Klášter; zum Bau der 1789 schon 46 Anwesen wurde das Material des Klosters verwendet. Noch 1665 wird die Ruine der St.-Margareten-Kirche erwähnt, die wohl einen polygonalen Chor hatte.

## Bauten und Anlage
Von den mittelalterlichen Bauten sind Reste im heutigen Dorf Klášter verbaut, ohne dass daraus jedoch die Gesamtanlage erkennbar würde, so eine romanische Fassade und ein zweistöckiges Wandstück mit Durchfahrt bei Haus Nr. 39 nahe der von Süden kommenden und die Úslava überquerenden Straße (möglicherweise Abtswohnung, Gästehaus oder Hospital) sowie ein weiteres einstöckiges Wandstück mit gotischen Fensteröffnungen als Rest eines Gebäudes wohl aus dem 2. Viertel des 13. Jahrhunderts im Bereich der heutigen südlichen Kirchhofsmauer. Daneben befindet sich ein schönes romanisch-gotisches Portal mit einem konvexen Bogenfries wohl aus der Zeit um 1230. Weitere Mauerreste befinden sich u. a. im Bereich der Klostermühle. Auch Teile der Klostermauer sind erhalten geblieben. Verschiedene Spolien befinden sich in den Museen in Nepomuk und in Blovice.